# オットー・フリードリック
オットー・フリードリック（Otto Friedrich、1929年 - 1995年）は、アメリカの歴史家、ジャーナリスト。
ボストン生まれ。ハーヴァード大学で歴史学を専攻。『ディリー・ニュース』、『ニューズウィーク』、『サタデー・イブニング・ポスト』等を経て、1971年から1992年まで『タイム』誌のスタッフ・ライター、編集主幹。

## 主な著書
- DECLINE AND FALL: The Struggle for Power at a Great American Magazine(1970, Harper)
- BEFORE THE DELUGE: A Portrait of Berlin in the 1920’s (1976, Harper Perennial)
- CLOVER:The Tragic Love Story of Clover and Henry Adams and Their Brilliant Life in America’s Gilded Age(1979)
- THE END OF THE WORLD: A History (1982, Fromm Intl)
- City of Nets: A Portrait of Hollywood in the 1940’s (1986, Harper Perennial)
- BLOOD & IRON: Bismarck to Hitler: the Von Moltke Impact on German History(1985, Harper Collins)[1]
- Glenn Gould: A Life and Variations (1990, Lester & Orpen Dennys)
- OLYMPIA: Paris in the Age of Manet (1992, Author & Company)
- The Kingdom of Auschwitz (1994, Harper Perennial)

## 翻訳された著書
- オットー・フリードリク『洪水の前 : ベルリンの1920年代』千葉雄一（訳）、新書館、1985年11月。ISBN 4-403-23006-7。
- オットー・フリードリック『グレン・グールドの生涯』宮沢淳一（訳）、リブロポート、1992年11月。ISBN 4-8457-0756-X。
  - オットー・フリードリック『グレン・グールドの生涯』宮澤淳一（訳）、青土社。ISBN 4-7917-5953-2。
- オットー・フリードリック『ハリウッド帝国の興亡 : 夢工場の1940年代』柴田京子（訳）、文芸春秋、1994年4月。ISBN 4-16-349030-2。